# Trichilia casaretti
Trichilia casaretti är en tvåhjärtbladig växtart som beskrevs av C. Dc.. Trichilia casaretti ingår i släktet Trichilia och familjen Meliaceae. Inga underarter finns listade i Catalogue of Life.